# هوکوتو یوشینو
هوکوتو یوشینو (ژاپنی: 吉野 北人؛ زاده ۶ مارس ۱۹۹۷) خواننده و بازیگر اهل ژاپن است. همچنین وی وکال اصلی گروه رمپیج، چهارمین زیرگروه «اگزایل ترایب» است.

## زندگی‌نامه

### اوایل زندگی
هوکوتو در سال ۱۹۹۷ در استان میازاکی واقع در ژاپن متولد شد.
در سال ۲۰۱۴، در اگزایل وکال بتل ادیشن ۴ (VOCAL BATTLE AUDITION 4) شرکت کرد و پس از قبولی به عنوان عضو رسمی از گروه رمپیج انتخاب شد.
هوکوتو در سال ۲۰۱۸ با بازی در سریال "Prince of Legend" بازیگری را آغاز کرد.

## فیلم(ها)

### سریال
| عنوان سریال      | نقش       | سال  |
| ---------------- | --------- | ---- |
| Prince Of Legend | کوکی تندو | ۲۰۱۸ |

### سینمایی
| عنوان              | نقش           | سال  |
| ------------------ | ------------- | ---- |
| Prince Of Legend   | کوکی تندو     | ۲۰۱۹ |
| HiGH&LOW The Worst | سوکاسا تاکاگی | ۲۰۱۹ |